# Émile Ess
Pour les articles homonymes, voir Ess.
Émile Ess est un rameur suisse né le 9 janvier 1932 à Ruswil et mort en 30 novembre 1990.

## Biographie
Émile Ess dispute l'épreuve de quatre barré aux côtés de Karl Weidmann, Heinrich Scheller, Rico Bianchi et Walter Leiser aux Jeux olympiques d'été de 1952 d'Helsinki et remporte la médaille d'argent.